# Maurice Freehill
Maurice Michael Freehill (21 de janeiro de 1899 - 3 de fevereiro de 1939) foi um militar britânico, que atuou na I Guerra Mundial. A ele são creditadas diversas vitórias em batalhas aéreas, até sua morte.
1. ↑  «Maurice Michael Freehill». The Aerodrome. 2014. Consultado em 17 de dezembro de 2014